# Kerncentrale Stendal
De Kerncentrale Stendal is een Duitse kerncentrale die nooit afgebouwd is.
De centrale is gebouwd door de toenmalige Duitse Democratische Republiek in de voormalige gemeente Niedergörne, 5 km ten noorden van het stadje Arneburg, in het toenmalige district Maagdenburg, de huidige deelstaat Saksen-Anhalt. De centrale staat 15 kilometer oostelijk van Stendal op de linkeroever van de Elbe. De centrale zou de grootste kerncentrale worden van de DDR.

## Stillegging bouw
Na de Duitse hereniging werd begin 1991 de bouw stopgezet. Blok 1 was voor 85% klaar, blok 2 voor 15%. De drie reeds afgebouwde koeltorens van elk 150 meter hoogte werden in 1994 en 1999 opgeblazen. De bovengrondse verbindingsgangen (typisch voor alle Russische kerncentrales van alle typen) die alle reactorgebouwen met elkaar verbonden, werden grotendeels afgebroken. Delen van beide reactorgebouwen en het dieselgeneratorgebouw staan er nog. De reactordrukhouder werd 1990/1991 in de loop van de stillegging van de bouw naar Hamburg gebracht en verschroot. Op het terrein bevindt zich vandaag de dag een industrieterrein met daarop een pulpfabriek en een brandweer-trainingscentrum van de regio Stendal.
Tot 2010 waren de plannen om het gebouw af te breken. In 2009 is het terrein overgenomen door een dochteronderneming van RWE. Het doel was om een kolencentrale van 1600 megawatt te bouwen. Dit plan is in 2013 afgeblazen, wegens onvoldoende toekomstperspectief.

## Galerij

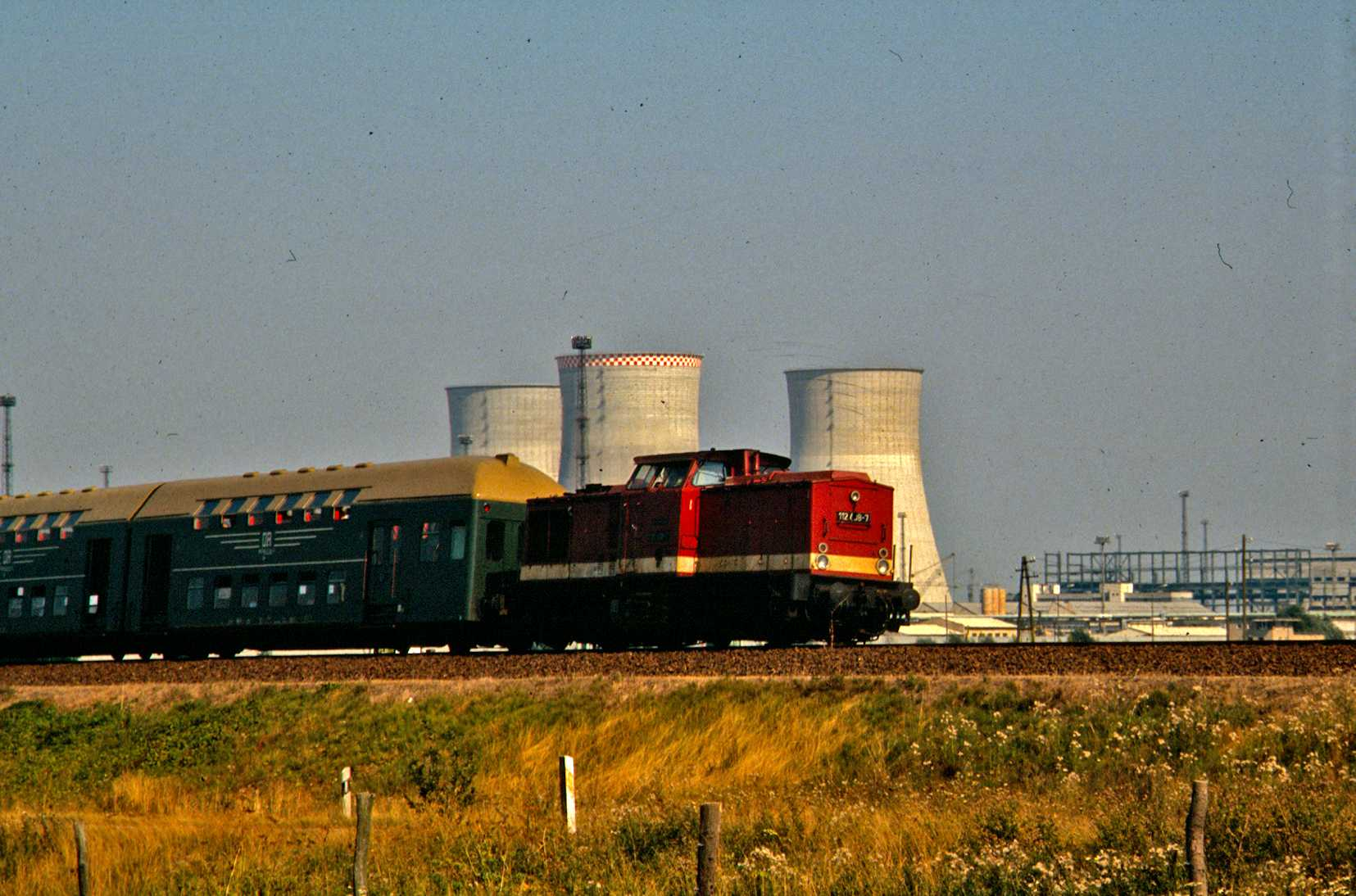
Treinverkeer voor de kerncentrale in Niedergörne in 1991
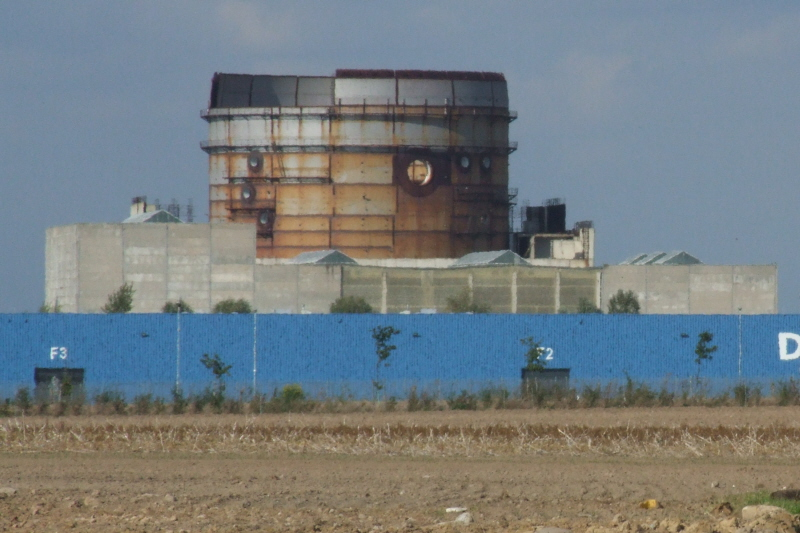
De bouwruïne in 2007

In bedrijf: 
-

Gesloten:
Biblis ·
Brokdorf ·
Brunsbüttel ·
Emsland ·
Grafenrheinfeld ·
Greifswald ·
Grohnde ·
Gundremmingen ·
Hamm · 
Isar ·
KNK Karlsruhe ·
Krümmel ·
Lingen ·
Mülheim-Kärlich ·
Neckarwestheim ·
Obrigheim ·
Philippsburg ·
Rheinsberg ·
Stade ·
THTR-300 Hamm-Uentrop ·
Unterweser ·
Würgassen ·

Ontmanteld:
Großwelzheim ·
Jülich · 
Kahl · 
MZFR Karlsruhe · 
Niederaichbach

Nooit in gebruik genomen:
Kalkar ·
Stendal ·
Wyhl